# Mini crna rupa
Mini crna rupa je astronomski fenomen koji zasada postoji samo u teoriji. Za mini crne rupe se smatraju crne rupe koje imaju masu manju od zvijezde

## Teorija
Engleski fizičar Stephen Hawking izrazio je 1974. godine misao da su u toku velikog praska uskomešane mase tvari i zračenja stvorile na pojedinim mjestima nevjerojatne tlakove koji su, u prvim trenucima formiranja svemira, stvorili bezbrojne crne rupe s najrazličitijim masama, od veličine zvijezda do sićušnih objekata od kilograma ili manje. Crne rupe s masama manjim od zvjezdanih Hawking je nazvao "mini crnim rupama".
Hawkingovi proračuni pokazali su da crne rupe ne zadržavaju potpuno svu svoju masu, već da materija može izmaknuti iz njih. Očito, moguće je da se parovi subatomskih čestica formiraju upravo na Schwarzschildovom polumjeru te da se odbiju u suprotnim smjerovima. Jedna čestica upada natrag u crnu rupu, ali druga izlijeće. Postupni bijeg subatomskih čestica uzrok je da se crna rupa ponaša kao da ima visoku temperaturu te polako "isparuje".
Što je crna rupa manje masivna, to je njezina temperatura viša i brže će hlapiti. Kako se crna rupa smanjuje kroz ishlapljivanje, njezina temperatura raste i brzina isparavanja postupno se povećava, dok i zadnji komadić mini crne rupe ne prasne uz eksplozivnu silu te ona nestaje.
Vrlo male mini crne rupe ne bi se održale kroz povijest svemira dugu 15 milijardi godina i već bi bile potpuno nestale. Kad bi, međutim, neka mini crna rupa imala na početku masu veću od nekog ledenog brijega, ona bi bila dovoljno hladna i dovoljno bi se polako isparavala te bi postojala i sada. Ako bi u toku svog vijeka uspjela povećati masu, a to je vrlo vjerojatno, ohladila bi se još više i njezin bi se vijek dalje produljio. 
Čak, uzme li se u obzir nestanak najmanjih (i najbrojnijih) mini crnih rupa, još uvijek može postojati vrlo mnogo mini crnih rupa s masama koje variraju između malih asteroida i Mjeseca. Hawking je procijenio da u jednoj prostornoj svjetlosnoj godini naše galaksije može postojati čak tristo mini crnih rupa. Ako su one općenito slijedile raspored tvari, tada se većina od njih nalazi u galaktičkoj jezgri. Na rubovima, tu gdje smo mi, u prostornom metru svjetlosne godine možda je samo tridesetak mini crnih rupa. To bi značilo da je prosječan razmak među njima petsto puta veći od udaljenosti između Sunca i Plutona. Nama najbliža mini crna rupa vjerojatno će biti udaljena 1,6 bilijuna kilometara.

## Potencijalna opasnost za Zemlju
Čak i uz tu udaljenost (vrlo malu prema astronomskim standardima), mini crna rupa ima dovoljno prostora za manevriranje i nije baš vjerojatno da bi izazvala štetu. Mini crna rupa mora izravno pogoditi objekt da bi ga oštetila, dok to crnoj rupi veličine zvijezde nije potrebno. Crna rupa veličine zvijezde može proći kraj Sunca na znatnoj udaljenosti, ali prolazeći kroz Sunčev sustav mogla bi izazvati na Suncu plimne efekte koji bi ozbiljno promijenili njegova svojstva. Mogla bi također značajno poremetiti Sunčevu putanju, s nepovoljnim posljedicama; ili iz tog razloga poremetiti katastrofalno Zemljinu orbitu.
Mini crna rupa, s druge strane, mogla bi proći kroz Sunčev sustav bez ikakva primjetnog djelovanja, bilo na Sunce, veće planete ili satelite. Prema svemu što znamo, kraj nas prolaze brojne mini crne rupe, a neke su se mogle uvući i među planete, a nisu nam učinile nikakvu štetu.
No što bi se ipak dogodilo kad bi neka mini crna rupa stvarno pogodila Sunce? Kad je riječ o njegovoj masi, svi su izgledi da to ne bi ozbiljno djelovalo na Sunce. Čak i kad bi ta rupa imala masu Mjeseca, to bi bila samo 1/26000000 mase Sunca, kao otprilike desetina kapi vode u odnosu na čovjeka.
Ali nije važna samo masa. Kad bi Mjesec srljao prema sudaru sa Suncem, ako se ne bi doista kretao vrlo brzo, ispario bi do trenutka sudara. Čak kad bi jedan njegov dio i ostao krut do trenutka sraza, ne bi prodro jako duboko prije no što ispari.
Mini crna rupa, međutim, ne bi se isparila niti bi je Sunce na bilo koji način ugrozilo. Ona bi se jednostavno ukopala apsorbirajući u prolazu masu, uz stvaranje ogromne količine energije. Prolazeći kroz Sunce ona bi rasla, da bi izronila znatno veća nego što je ušla.
Iako su šanse da Zemlju ošteti neka mini crna rupa vrlo male, ipak je Arthur C. Clarke u svojoj knjizi "Misterije Svijeta" spomenuo mogućnost da je eksploziju u Sibiru uzrokovao zemljin kontakt s takvom mini crnom rupom.